# Osny
Osny é uma comuna do Val-d'Oise, região da Ilha de França, localizado no Viosne e outro braço seu chamado de Couleuvre. Seus habitantes são chamados de Osnyssois e Osnyssoises. Apesar de sua urbanização recente relativamente rápida, existe ainda hoje campos muito vastos no território da comuna.
Vila do Vexin francês, a cidade tem experimentado um grande crescimento da população a partir da década de 1970, após a sua inclusão na vila nova de Cergy-Pontoise. Local de residência dos pintores impressionistas e pós-impressionistas, Camille Pissarro, Paul Gauguin e sobretudo Georges William Thornley, ela conserva o seu patrimônio histórico bastante notável.

## Geografia

### Transportes e comunicações
- A estação é servida pelo Transilien J a partir da gare Saint-Lazare em Paris
- Rede de bus STIVO pelas linhas 34N, 43, 44, 57 e 60.

## Toponímia
Atestada sob as formas Oeny em 1099, Ooniacus, Ooniacum em 1249. Se vê sucessivamente aparecendo do século XII ao século XIX : Oony, Ony,Oni, Aulsny e Osny.
É um tipo toponímico gaulês ou galo-romana -(i)acum, sufixo locativo em sua origem, tendo mais tarde designado a propriedade.
O primeiro elemento Osn- é obscuro, em todo caso, o s gráfico apareceu tardiamente a ser utilizado para marcar o fechamento e o alongamento da vogal o (pronuncia-se "oni"). A existência desta vogal é reduplicada em formas mais antigas, deve resultar da afeição de uma consoante intervocálica difícil de determinar.
Ernest Nègre oferece o antropônimo germânico Audenus, listado por Marie-Thérèse Morley, mas ele é baseado na única forma Oeny de 1099. A presença de nomes de pessoas germânicos na formação em -(i)acum também é encontrado no Norte da Gália.

## História

### As origens
Os mais antigos vestígios de ocupação em Osny estão localizados, principalmente, nas terras de Immarmont, onde bifaces foram encontradas próximos uns dos outros, validando a tese de uma implantação pré-histórica. Cerâmica e megálitos mostram a sedentarização do homem pré-histórico em Osny. Sob a dominação romana, Osny gozava de sua posição em uma via de passagem importante, a Chaussée Jules César, que atravessava o sudeste da vila. A presença romana favorecia o cultivo da videira explorando as encostas orientadas para o sul e para o leste.
No início do século IX, uma parte do senhorio de Osny foi deixada para as abadias de Saint-Denis, Saint-Martin de Pontoise e Chelles. O primeiro senhor de Osny a ceder uma terra foi Guerin Lasne. Raoul Vasleth, senhor de Osny e de Génicourt, foi também um dono, na diocese de Ruão. Assim, os senhores de Osny se mostraram generosos para a Igreja, mas também em relação aos outros organismos com fins lucrativos incluindo o leprosário Saint-Lazare de Pontoise. Barthélémy d'Osny bem como sua esposa Aude também foram citados como os benfeitores deste estabelecimento.

### Idade média - Século XIX
Várias famílias se sucederam em sequência em Osny, muitas vezes conhecido na corte do rei de França. Pode também se citar Rouvray Saint-Simon, mas sobretudo os Le Sueur. Esta família, em poucos anos, se tornou uma das mais ricas da região. A partir de 1500, mestre de Jacques Le Sueur começou uma série de aquisições em Osny. Guillaume I, senhor de Osny, era conselheiro do Rei e Mestre Ordinário da Câmara. Em 1630, Nicolas Le Sueur se tornou o mestre do domínio. Ele era o Conselheiro do Rei em seu Conselho de Estado ; ele tinha como esposa Marie Sublocar, primo do secretário de Estado de Luís XIII. Francisco Sublocar de Noyers se tornou senhor de Osny quando ele se casou com Isabeau Le Sueur, filha de Guillaume Le Sueur e Marie du Bouchet. Com a morte de seu filho em 1673, o domínio foi devolvido para Louis Le Sueur. Em 1678, o marechal de Chamilly se tornou senhor de Osny, depois de várias aquisições sobre os herdeiros Le Sueur. Depois de várias e sucessivas vendas seguinte à morte deste último, em 1715, o senhorio de Osny voltou finalmente para Antoine de Nicolay, em 1719, depois para Jean Karina, seu pai, em 1731. O senhorio manteve-se propriedade dos Nicolay até 1785, data em que Jean-Baptiste Picot acordo tomou posse com o seu genro, o conde de Lameth. Este último, senhor de Osny depois prefeito da vila morreu em 1832. Seu genro, Scipion de Nicolay, se tornou o proprietário do castelo de Osny este ano, e que legou a seu filho Cypien de Nicolay.

### O século XIX

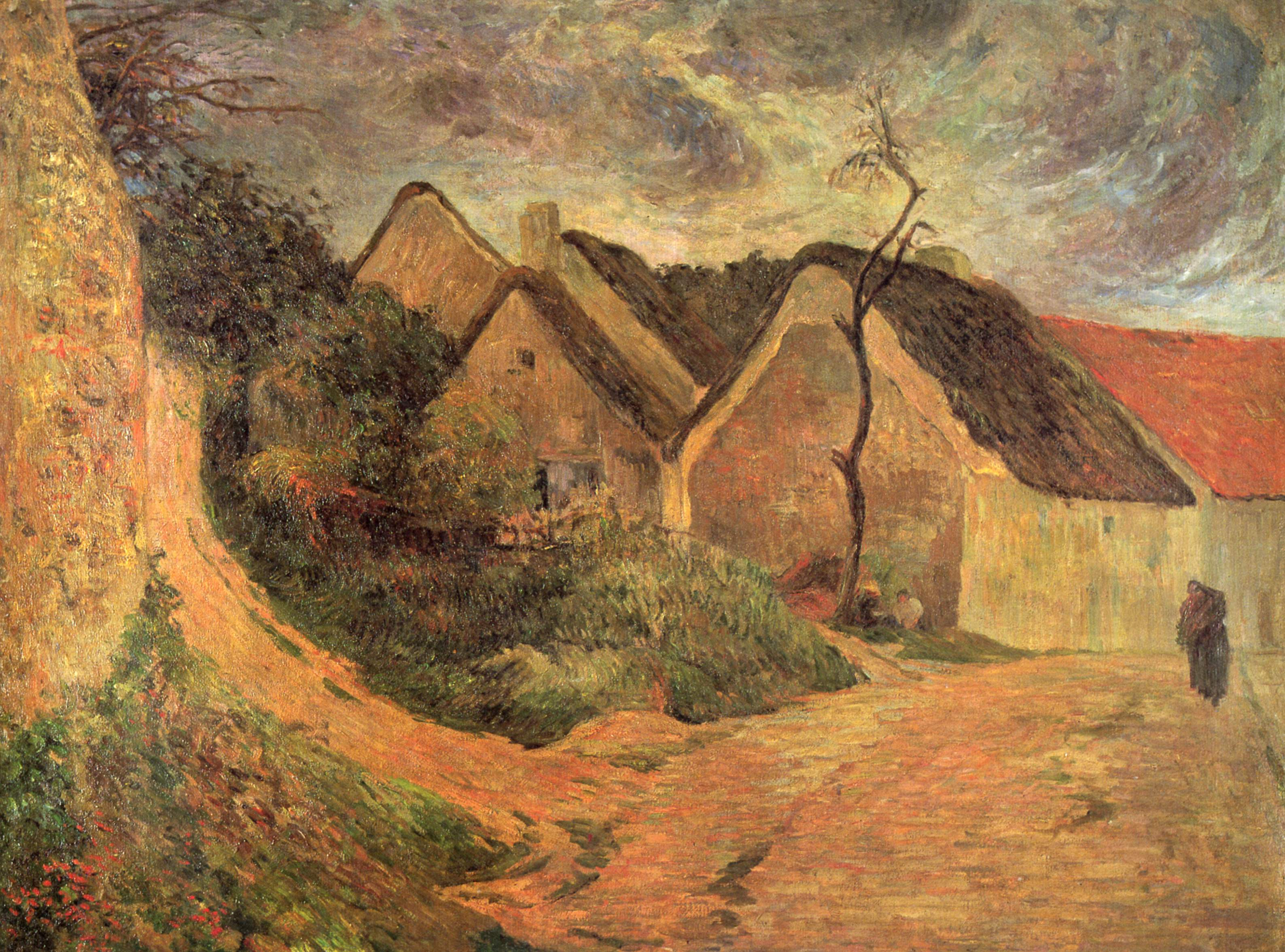
Paul Gauguin (1848 - 1903), Rue du village, Osny, 1883.

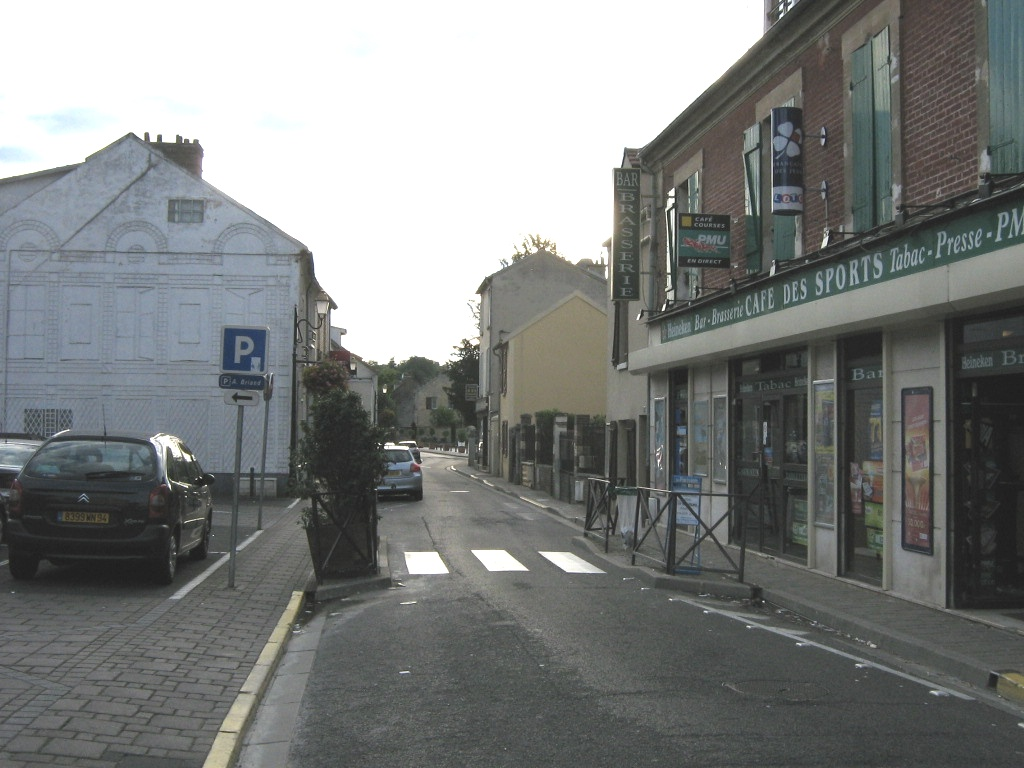
A rue Aristide-Briand hoje.

No século XIX, Osny era uma pequena aldeia composta de uma centena de casas. A partir de 1860, o conforto das casas melhorou significativamente: a superfície habitável da habitação aumentou e os pátios externos se tornaram mais extensos. Os antigos edifícios em ruínas foram substituídos por novas construções. Os materiais de construção também tiveram uma melhoria. A atividade agrícola dominante era a de cereais.
A abertura da estação em 1866 ajudou a aumentar significativamente a população da vila, que passou assim de 495 habitantes em 1836 a 677 habitantes nesse ano. Na verdade, a sua proximidade de Pontoise e Paris constituiu um sério ativo para o desenvolvimento da vila, que já recebia uma receita significativa devido à presença da comuna de moinhos de trigo operados por motor hidráulico e usados pelos habitantes das cidades de Sartrouville, Houilles, Maisons-Laffitte e L'Isle-Adam. Mas, aos poucos, esses moinhos foram vendidos por seus proprietários antes de serem convertidas. Osny seguiu assim o seu desenvolvimento industrial, na produção principalmente de tecidos de algodão e correias, ou fazendo com que o tamanho do aço e o polimento dos barris.

### Os séculos XX e XXI
Durante a Primeira Guerra Mundial, Osny foi afetada da mesma maneira que as outras comunas do país, através de requisições, que consistiam de pagamentos de forragens, alimentos, madeira e combustíveis. Após a guerra, a cidade recebeu o Marechal Joffre.
A Segunda Guerra Mundial viu a ocupação alemã de Osny logo após o armistício de 22 de junho de 1940. Madame de Grouchy, proprietária do château d'Osny, apresentou uma queixa pela pilhagem da residência. Durante esta guerra, a cidade teve dois bombardeios (um atingiu o quartier de La Groue e o outro Immarmont) ; os desgastes materiais foram importantes. A Resistência em Osny foi representada pelo abade Leonard, pároco da cidade. Este último não hesitou em criticar o ocupante, enquanto que alguns oficiais inimigos assistiam no ofício.
Desde a década de 1930, o número de habitantes em Osny não parava de crescer, chegando a mais de 16 000 habitantes em 2006. Isto é devido, em especial, à impressionante expansão da cidade nas últimas décadas onde um bom número de empresas e atividades são instaladas no território da comuna, principalmente na zona industrial de Beaux Soleils, bem como o centro comercial de Oseraie, mas também no centro da cidade, que tem visto muitas pequenas lojas aparecer.

## Geminação
- Cinisi (Itália).

## Lugares e monumentos

### Monumentos Históricos

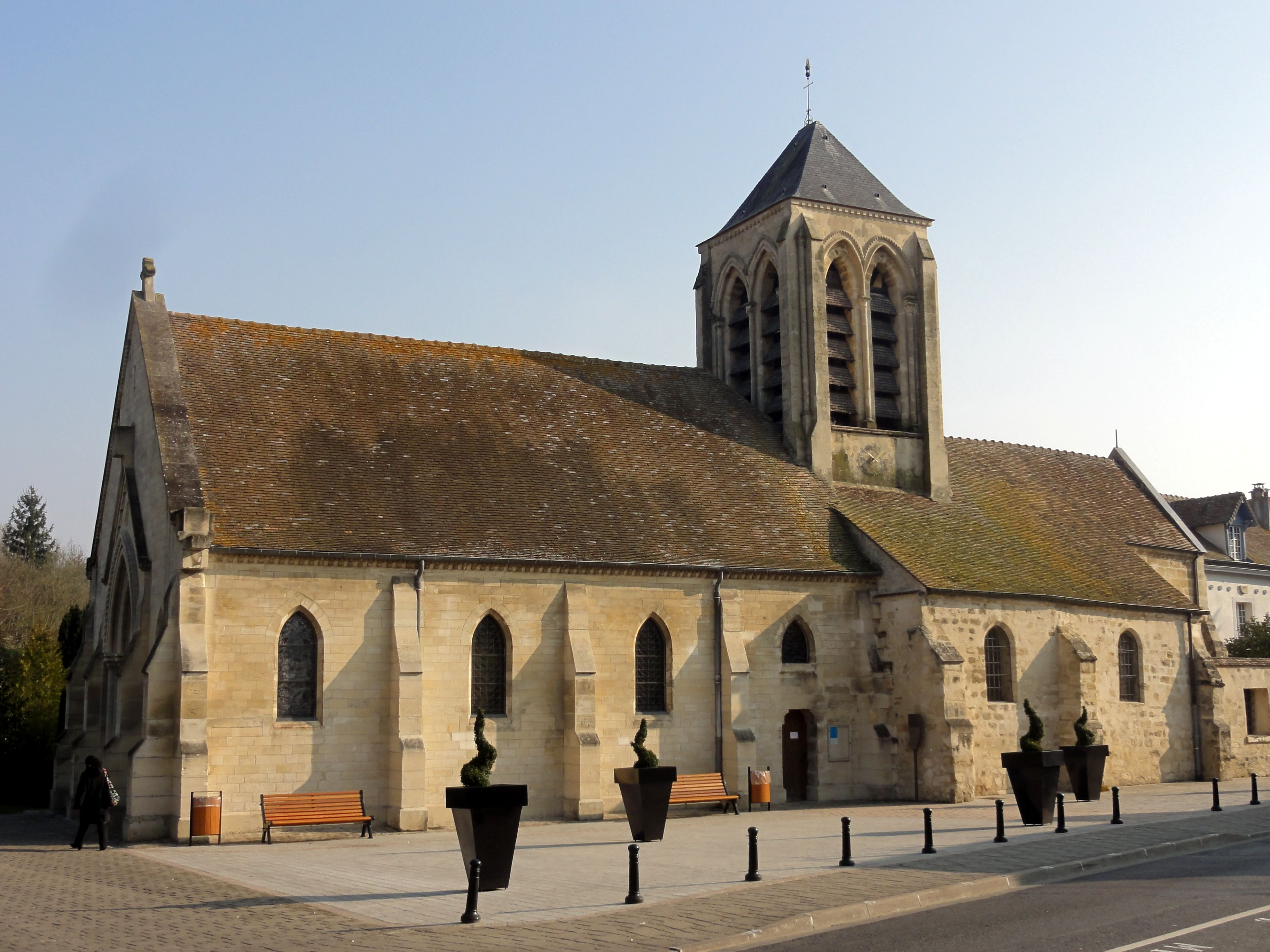
Igreja Saint-Pierre-aux-Liens.
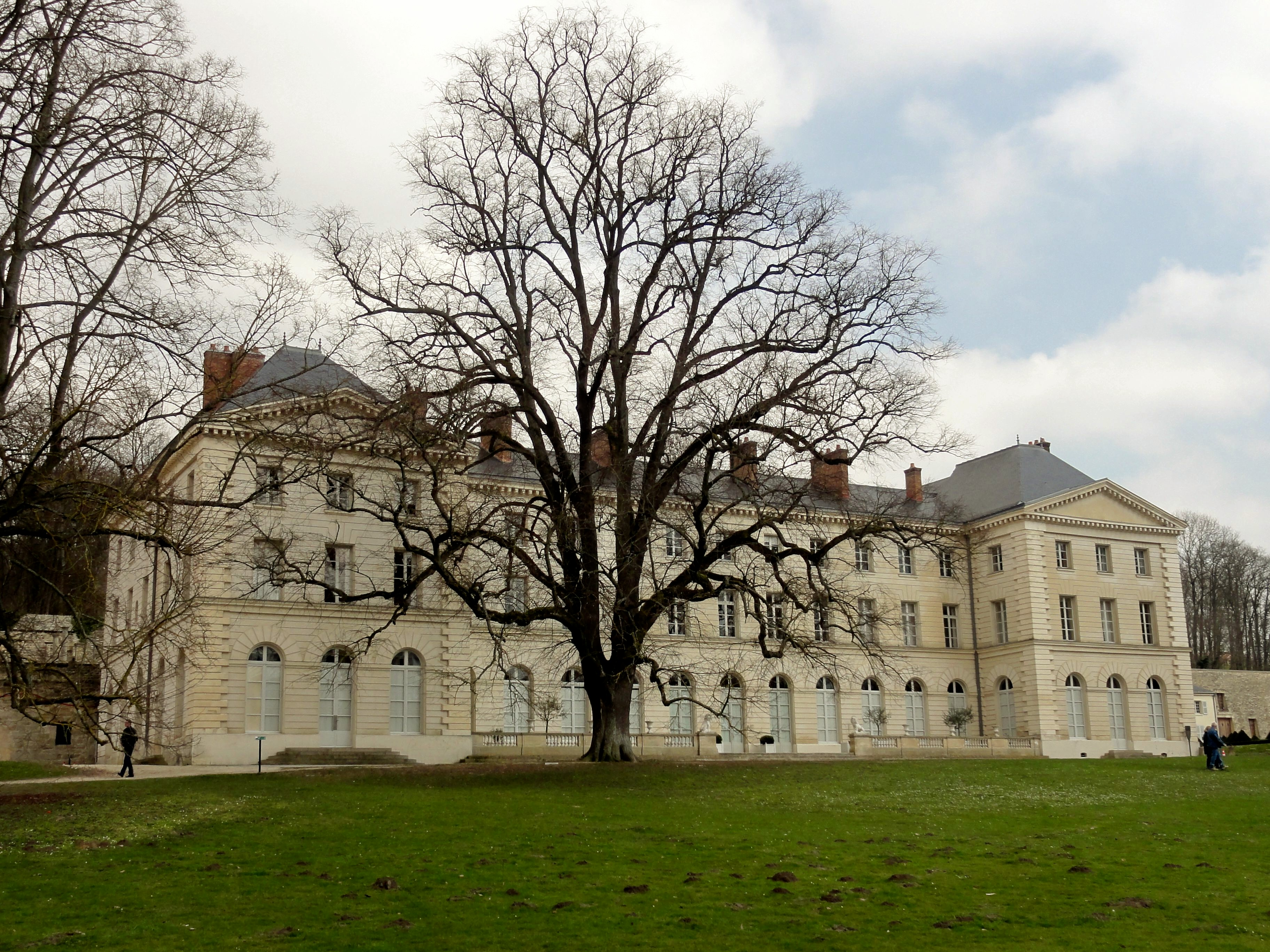
Castelo de Grouchy, visto a partir do parque.
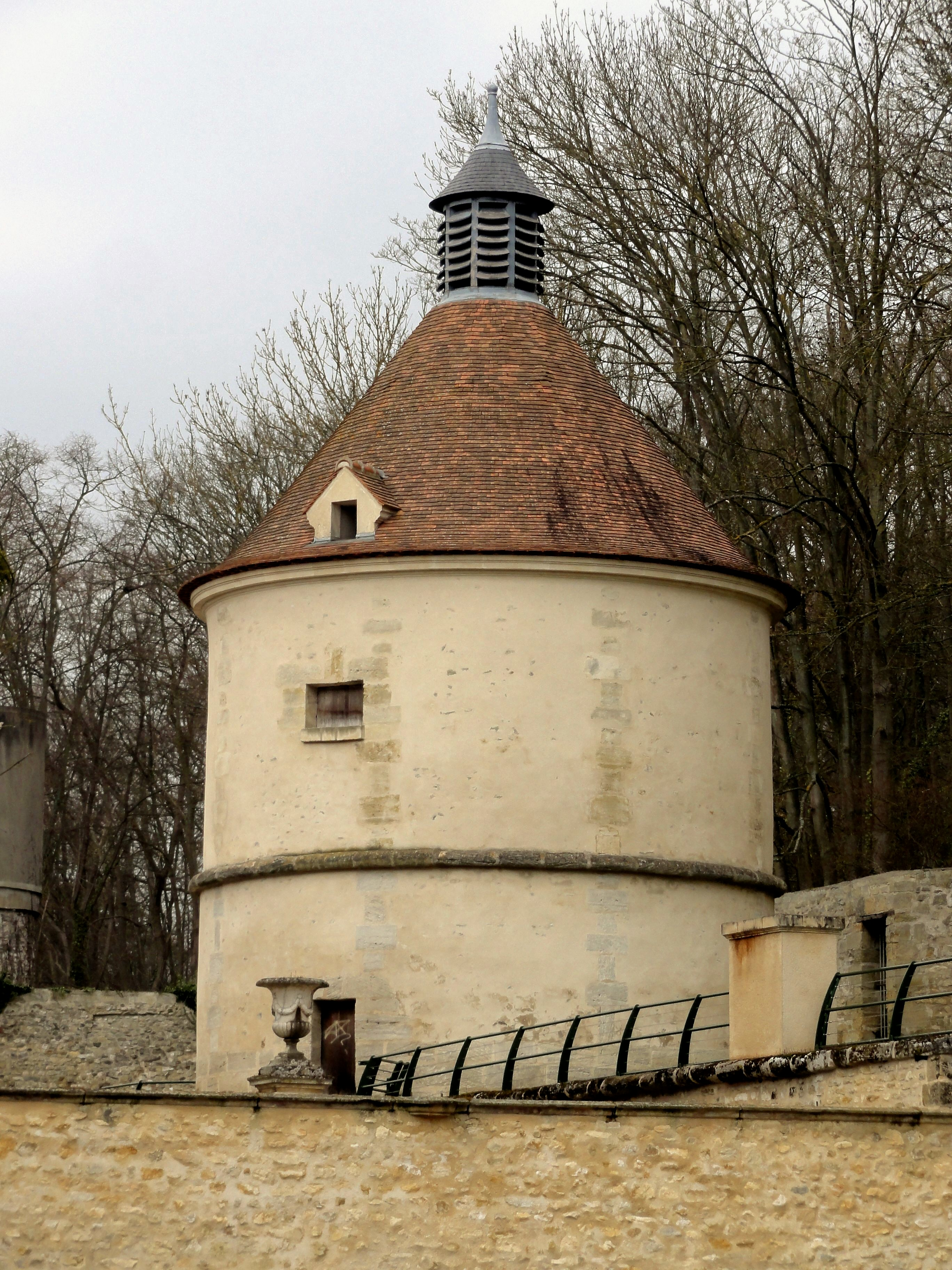
Columbário do castelo.
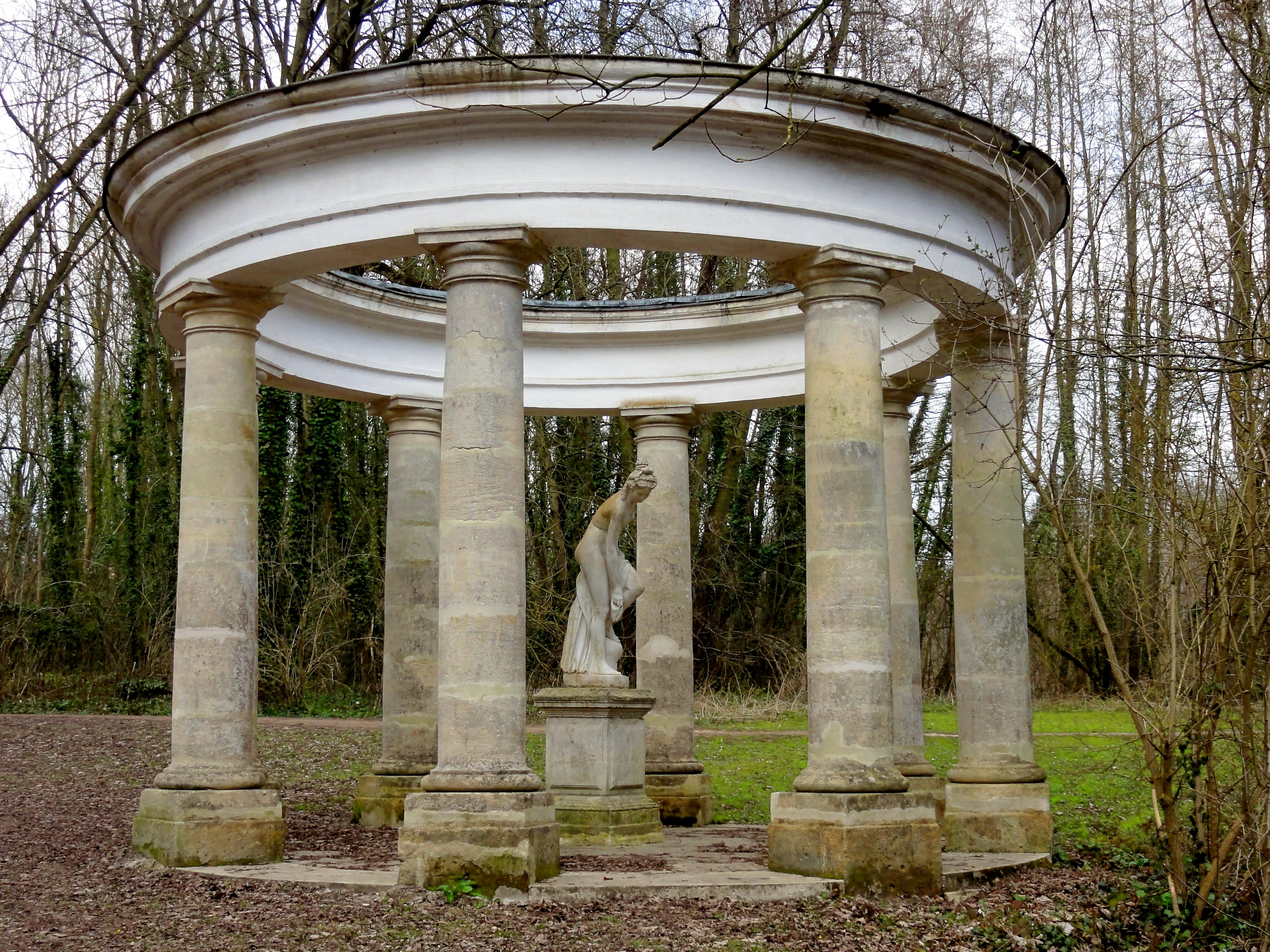
Templo do Amor no parque.
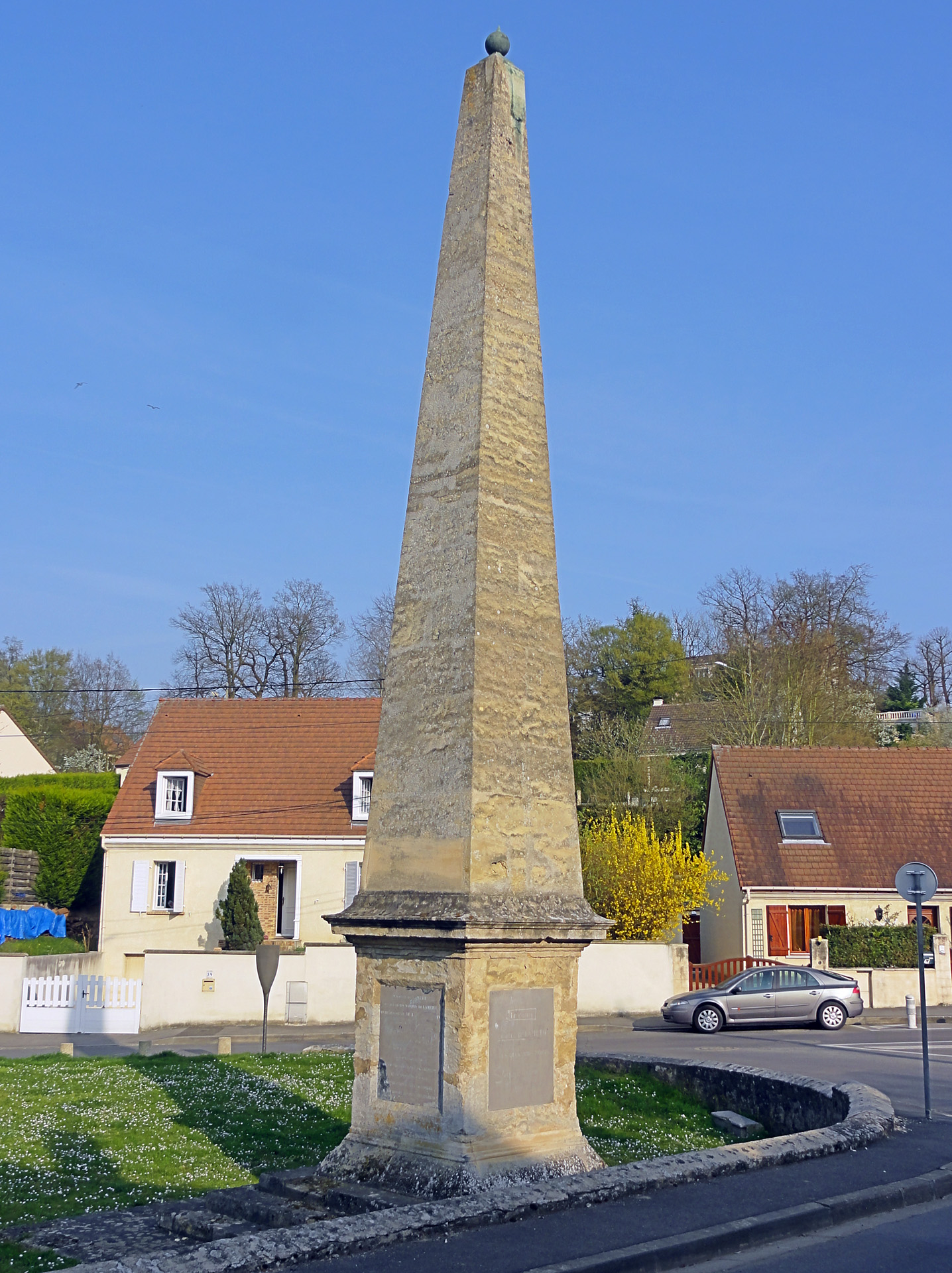
Coluna Dir.

## Cultura

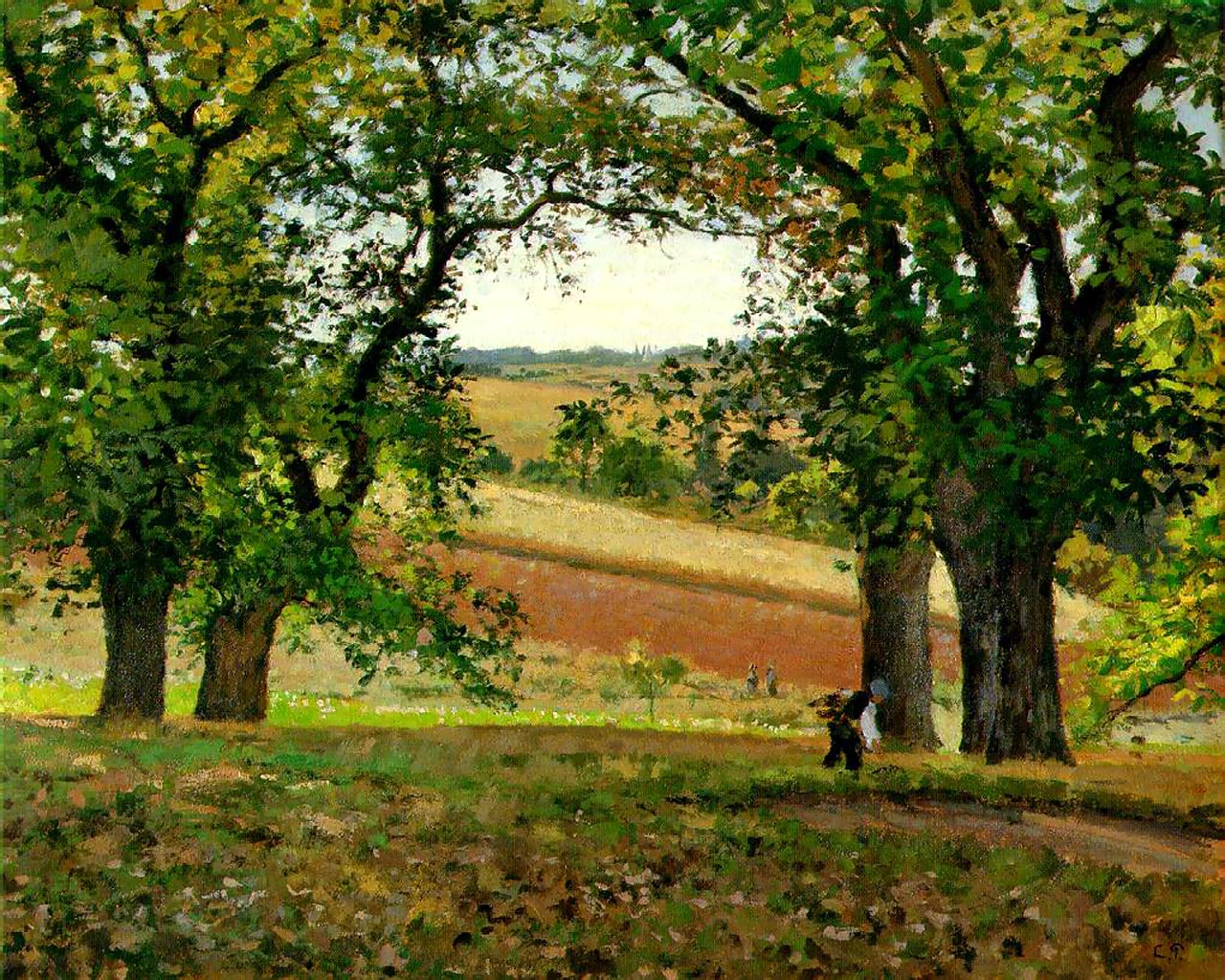
Camille Pissarro, 1830-1903, A Les Chataîgniers à Osny, 1873.

### Osny nas belas-artes
Osny é um dos lugares pintados por Camille Pissarro que lá morou em 1883 e 1884, e representou a comuna em pelo menos setenta e oito pinturas, e alguns outras pintores impressionistas ou pós-impressionistas, como Paul Gauguin e depois Alexandre-René Véron, e William Thornley. No entanto, os lugares que foram representados, principalmente o pequeno patrimônio rural, não foram objeto de qualquer proteção ou valorização, ao contrário do que aconteceu nas comunas vizinhas de Pontoise ou Auvers-sur-Oise , que têm colocado no lugar das ZPPAUP (Zona de proteção do patrimônio arquitetônico, urbano e paisagístico). Pelo contrário, alguns lugares estão em perigo de desaparecer, para dar lugar a programas imobiliários, a comuna conhece um forte crescimento demográfico como parte integrante da vila nova de Cergy-Pontoise, e o município no lugar parece pouco preocupada com o seu patrimônio vernacular.
Desde 2009, oito grandes salas de cerimônia da Prefeitura abrigam, a cada ano o "Salon du Val de Viosne", que tem lugar no início de novembro. Ele é um dos melhores salões de pinturas e esculturas do departamento a par do quadro prestigiado do château de Grouchy mas também o número de obras expostas e suas diversidades.